# Трансмиссивные губчатые энцефалопатии
Трансмиссивные губчатые энцефалопатии (ТГЭ), или трансмиссивные спонгиоформные энцефалопатии (ТСЭ), также известные как прионные болезни (инфекции) — группа нейродегенеративных заболеваний людей и животных c образованием губчатой энцефалопатии, которая принадлежит к медленным инфекциям и характеризуется поражением центральной нервной системы, мышечной, лимфатической и других систем, со 100-процентным летальным исходом.
Возбудителем этой группы заболеваний являются прионы — особый класс инфекционных агентов, представленных белками с аномальной третичной структурой и не содержащих нуклеиновых кислот. Заболевание ведет к деградации умственных и физических способностей с образованием в коре больших полушарий огромного количества отверстий, в связи с чем головной мозг под микроскопом при аутопсии напоминает губку (отсюда название «губчатая»). Болезнь нарушает функционирование головного мозга: прогрессируют ухудшение памяти и координации, у человека наступают личностные расстройства.
У людей прионные болезни включают классический вариант болезни Крейтцфельдта-Якоба, её новый вариант nvCJD, связанный с губчатой энцефалопатией крупного рогатого скота, синдром Герстмана — Штраусслера — Шейнкера, фатальную семейную бессонницу, ку́ру и недавно открытую вариабельную протеаза-чувствительную прионопатию. Существует ряд таких заболеваний со сходными симптомами.
В апреле 2024 года ученые США сообщили о выявлении двух предполагаемых случаев заболевания людей хронической изнуряющей болезнью, которая распространена среди диких оленей. Эти люди были охотниками и ели мясо предположительно зараженных оленей. Они оба умерли и посмертно у них диагностировали болезнь Крейтцфельдта — Якоба.